# Nanobalcis
Nanobalcis is een geslacht van weekdieren uit de klasse van de Gastropoda (slakken).

## Soorten
- Nanobalcis cherbonnieri Warén, 1990
- Nanobalcis nana (Monterosato, 1878)
- Nanobalcis worsfoldi Warén, 1990